# Chapuis Stadium
Chapuis Stadium – to wielofunkcyjny stadion w Luganville na Vanuatu. Jest obecnie używany głównie dla meczów piłki nożnej oraz zawodów lekkoatletycznych.